# シソワット・シリク・マタク
シソワット・シリク・マタク（クメール語: ស៊ីសុវត្ថិ សិរិមតះ / Sisowath Sirik Matak, 1914年1月22日 - 1975年4月21日）は、カンボジアの王族、政治家。

## 経歴
シソワット王の子息エッサラヴォン親王の孫で、ノロドム・シハヌークの従兄弟にあたる。1954年以降、シハヌーク政権の下で国防相・外相（1954～56年）を任じられたが、その後、シハヌークが敬遠したために政権から遠ざかれて、駐日大使（1966年）などを任じられた。しかし、ロンノル首相になってからは副首相（1969～71年）の要職に就いた。
早くからシハヌークの政治姿勢に批判的だったシリク・マタクは、1970年3月18日、首相のロン・ノルとともにクーデターを起こし、病気の治療のため北京を訪れていたシハヌークを国家元首から解任して王制を廃止、国名を「クメール共和国」とした。クーデター実行時には、なおシハヌークへの忠誠心から決行を渋るロン・ノルに強硬にせまって決断を迫ったといわれている。
国民に人気のあったシハヌークの打倒に動いたため、シリク・マタクは「陰謀家」とみられて周囲からの信望がなかった。1971年2月、病気で倒れたロン・ノルに代わり首相職を代行したが、4月のロン・ノル辞任後、シリク・マタクの首相昇格には反対が根強かったため、5月に病身のロン・ノルが再び首相に就任し、集団指導体制をとることとした。
また、1972年には大統領となったロン・ノルにより首相に任命されたが、彼と対立し1週間で罷免された。
カンボジア内戦が激化し、共産勢力であるクメール・ルージュの勢力が伸長すると、クメール・ルージュによりロン・ノル大統領、ロン・ボレト首相、ソン・ゴク・タン元首相、ソステン・フェルナンデス参謀総長らともに「七人の売国奴」と称され、死刑判決を受けた。
1975年4月17日、クメール・ルージュによりプノンペンが陥落、シリク・マタクは数日前に米国へ亡命を勧められていたが、同行を拒否した。
その後、避難していたプノンペンのフランス大使館にクメール・ルージュ軍が迫ると投降したが、直後に殺害された。